# Åkrokholmen
Åkrokholmen is een cirkelvormig eiland in de Zweedse Kalixrivier. Ter hoogte van het dorp Åkroken. Het heeft geen oeververbinding en het is onbebouwd. Het eiland heeft een oppervlakte van bijna 1 hectare. Het ligt midden in de stroom met aan weerszijden stroomversnellingen.